# اگولی ایر
اگولی ایر (به انگلیسی: Egoli Air) یک شرکت هواپیمایی است که در تاریخ ۱۹۹۶ میلادی تأسیس شده است. دفتر مرکزی اگولی ایر در ژوهانسبورگ، آفریقای جنوبی واقع شده‌است و قطب این شرکت هواپیمایی در فرودگاه بین‌المللی اولیور تامبو قرار دارد.